# Marienheiligenhäuschen (Pingsheim)

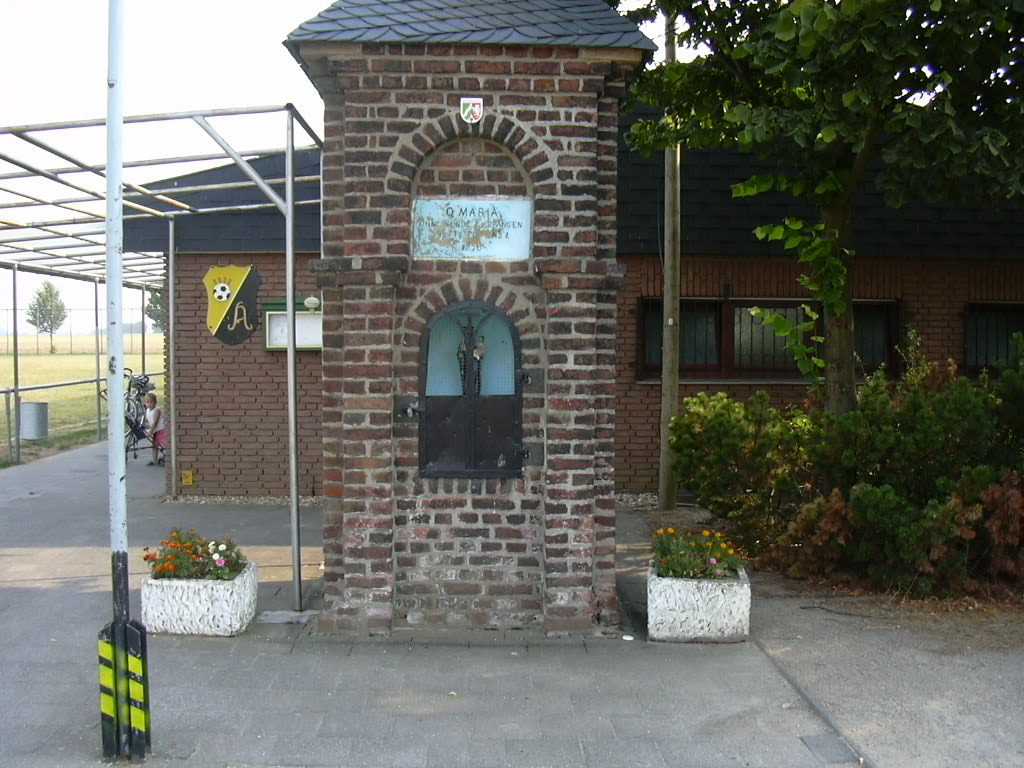
Das Heiligenhäuschen

Das denkmalgeschützte Marienheiligenhäuschen steht in Pingsheim im Kreis Düren in Nordrhein-Westfalen am südlichen Ende der Alfons-Keever-Straße.
Das Baudenkmal ist aus Ziegelsteinen gemauert. Es ist ca. 4,50 m hoch auf einer Grundfläche von 1,30 m × 1,30 m. Die Beschriftung lautet: O Maria ohne Sünde empfangen bitte für uns 1856. Das Heiligenhäuschen war früher die Fußfallstation Nr. 2. Hinter dem Fenster steht eine Gipsfigur. Über den Verbleib der früheren Madonna-Statue ist nichts bekannt.